# Shëngjergj
Shëngjergj là một đô thị trong quận Tirana thuộc hạt Tirana, Albania. Dân số năm 2005 là 3919 người.